# Gomphus graslinii
Gomphus graslinii é uma espécie de libelinha da família Gomphidae.
Pode ser encontrada nos seguintes países: França, Portugal e Espanha.
Os seus habitats naturais são: rios.
Está ameaçada por perda de habitat.